# Mistrzostwa Europy w Lekkoatletyce 2014 – skok o tyczce mężczyzn
Skok o tyczce mężczyzn – jedna z konkurencji technicznych rozgrywanych podczas lekkoatletycznych mistrzostw Europy na Letzigrund Stadion w Zurychu.
Tytułu mistrzowskiego z poprzednich mistrzostw bronił Francuz Renaud Lavillenie.

## Terminarz
| Data        | Godzina |            |
| ----------- | ------- | ---------- |
| 14 sierpnia | 10:15   | Eliminacje |
| 16 sierpnia | 15:03   | Finał      |

## Rekordy
Tabela prezentuje rekord świata, rekord Europy, najlepsze osiągnięcie na Starym Kontynencie, a także najlepszy rezultat na świecie w sezonie 2014 przed rozpoczęciem mistrzostw.
|                          | Zawodnik          | Wynik | Miejsce  | Data                  |
| ------------------------ | ----------------- | ----- | -------- | --------------------- |
| Rekord świata            | Renaud Lavillenie | 6,16  | Donieck  | 15 lutego 2014(dts)   |
| Listy światowe           | Renaud Lavillenie | 5,92  | Szanghaj | 18 maja 2014(dts)     |
| Rekord mistrzostw Europy | Rodion Gataullin  | 6,00  | Helsinki | 12 sierpnia 1994(dts) |
| Rekord Europy            | Renaud Lavillenie | 6,16  | Donieck  | 15 lutego 2014(dts)   |

### Listy europejskie
Tabela przedstawia 10 najlepszych wyników uzyskanych w sezonie 2014 przez europejskich lekkoatletów przed rozpoczęciem mistrzostw.
| Poz. | Zawodnik            | Wynik | Data        | Miejsce    |
| ---- | ------------------- | ----- | ----------- | ---------- |
| 1.   | Renaud Lavillenie   | 5,92  | 18 maja     | Szanghaj   |
| 2.   | Piotr Lisek         | 5,82  | 9 czerwca   | Praga      |
| 3.   | Paweł Wojciechowski | 5,75  | 20 czerwca  | Poznań     |
| 4.   | Tobias Scherbarth   | 5,73  | 24 maja     | Phoenix    |
| 5.   | Kévin Menaldo       | 5,72  | 14 czerwca  | Aubagne    |
| 5.   | Jan Kudlička        | 5,72  | 3 sierpnia  | Ostrawa    |
| 7.   | Karsten Dilla       | 5,71  | 21 czerwca  | Hof        |
| 8.   | Steven Lewis        | 5,70  | 26 kwietnia | Des Moines |
| 8.   | Aleksandr Gripicz   | 5,70  | 29 maja     | Adler      |
| 8.   | Malte Mohr          | 5,70  | 11 czerwca  | Oslo       |
| 8.   | Giuseppe Gibilisco  | 5,70  | 12 czerwca  | Rieti      |
| 8.   | Ilja Mudrow         | 5,70  | 25 lipca    | Kazań      |
| 8.   | Siergiej Kuczerianu | 5,70  | 25 lipca    | Kazań      |
| 8.   | Dmitrij Starodubcew | 5,70  | 25 lipca    | Kazań      |

## Rezultaty

### Eliminacje
| Poz. | Grupa | Zawodnik               | Reprezentacja   | 5,30 | 5,40 | 5,50 | 5,60 | Rezultat | Uwagi |
| ---- | ----- | ---------------------- | --------------- | ---- | ---- | ---- | ---- | -------- | ----- |
| 1.   | A     | Renaud Lavillenie      | Francja         | –    | –    | –    | xo   | 5,60     | q     |
| 2.   | B     | Jan Kudlička           | Czechy          | –    | o    | –    | xxo  | 5,60     | q     |
| 3.   | B     | Steven Lewis           | Wielka Brytania | –    | o    | o    | –    | 5,50     | q     |
| 3.   | B     | Kévin Menaldo          | Francja         | o    | –    | o    | –    | 5,50     | q     |
| 3.   | B     | Ilja Mudrow            | Rosja           | –    | –    | o    | –    | 5,50     | q     |
| 3.   | B     | Robert Sobera          | Polska          | o    | –    | o    | –    | 5,50     | q     |
| 7.   | A     | Karsten Dilla          | Niemcy          | o    | xo   | o    | –    | 5,50     | q     |
| 7.   | A     | Aleksandr Gripicz      | Rosja           | o    | xo   | o    | –    | 5,50     | q     |
| 9.   | A     | Konstandinos Filipidis | Grecja          | xo   | xo   | o    | –    | 5,50     | q     |
| 10.  | B     | Siergiej Kuczerianu    | Rosja           | xo   | –    | xo   | –    | 5,50     | q     |
| 11.  | A     | Diogo Ferreira         | Portugalia      | xxo  | o    | xo   | –    | 5,50     | q     |
| 12.  | B     | Piotr Lisek            | Polska          | o    | –    | xxo  | –    | 5,50     | q     |
| 12.  | A     | Paweł Wojciechowski    | Polska          | o    | –    | xxo  | –    | 5,50     | q     |
| 14.  | B     | Edi Maia               | Portugalia      | xo   | xo   | xxo  | –    | 5,50     | q     |
| 15.  | B     | Marquis Richards       | Szwajcaria      | xo   | o    | xxx  |      | 5,40     |       |
| 16.  | B     | Arnaud Art             | Belgia          | o    | –    | xxx  |      | 5,30     |       |
| 16.  | B     | Igor Bychkov           | Hiszpania       | o    | –    | xxx  |      | 5,30     |       |
| 16.  | B     | Dimitrios Patsoukakis  | Grecja          | o    | xxx  |      |      | 5,30     |       |
| 19.  | A     | Melker Svärd-Jacobsson | Dania           | xo   | xxx  |      |      | 5,30     |       |
| 20.  | A     | Michal Balner          | Czechy          | xxo  | –    | xxx  |      | 5,30     |       |
| 20.  | A     | Luke Cutts             | Wielka Brytania | xxo  | xxx  |      |      | 5,30     |       |
| 21 ! | B     | Mareks Ārents          | Łotwa           | –    | x–   | r    |      | NM       |       |
| 21 ! | A     | Giuseppe Gibilisco     | Włochy          | –    | xxx  |      |      | NM       |       |
| 21 ! | A     | Pauls Pujāts           | Łotwa           | xxx  |      |      |      | NM       |       |
| 21 ! | A     | Dídac Salas            | Hiszpania       | xxx  |      |      |      | NM       |       |
| 21 ! | A     | Tobias Scherbarth      | Niemcy          | –    | xxx  |      |      | NM       |       |
| 21 ! | A     | Nikandros Stylianou    | Cypr            | xxx  |      |      |      | NM       |       |
| 21 ! | B     | Alhaji Jeng            | Szwecja         |      |      |      |      | DNS      |       |
| 21 ! | B     | Malte Mohr             | Niemcy          |      |      |      |      | DNS      |       |

### Finał
| Poz. | Zawodnik               | Reprezentacja   | 5,40 | 5,50 | 5,60 | 5,65 | 5,70 | 5,75 | 5,80 | 5,85 | 5,90 | 5,95 | 6,01 | Rezultat | Uwagi |
| ---- | ---------------------- | --------------- | ---- | ---- | ---- | ---- | ---- | ---- | ---- | ---- | ---- | ---- | ---- | -------- | ----- |
| 1 !  | Renaud Lavillenie      | Francja         | –    | –    | –    | o    | –    | –    | o    | –    | xo   | –    | xxx  | 5,90     |       |
| 2 !  | Paweł Wojciechowski    | Polska          | –    | o    | –    | o    | o    | xxx  |      |      |      |      |      | 5,70     |       |
| 3 !  | Jan Kudlička           | Czechy          | –    | o    | xo   | –    | o    | xxx  |      |      |      |      |      | 5,70     |       |
| 3 !  | Kévin Menaldo          | Francja         | o    | –    | xo   | o    | o    | xxx  |      |      |      |      |      | 5,70     |       |
| 5.   | Aleksandr Gripicz      | Rosja           | xo   | o    | xxo  | o    | xxx  |      |      |      |      |      |      | 5,65     |       |
| 6.   | Piotr Lisek            | Polska          | o    | o    | xo   | xo   | x–   | xx   |      |      |      |      |      | 5,65     |       |
| 7.   | Konstandinos Filipidis | Grecja          | o    | o    | o    | xxx  |      |      |      |      |      |      |      | 5,60     |       |
| 8.   | Edi Maia               | Portugalia      | xo   | o    | xxo  | xxx  |      |      |      |      |      |      |      | 5,60     | =SB   |
| 9.   | Karsten Dilla          | Niemcy          | o    | –    | xxx  |      |      |      |      |      |      |      |      | 5,40     |       |
| 9.   | Siergiej Kuczerianu    | Rosja           | o    | –    | xx–  | x    |      |      |      |      |      |      |      | 5,40     |       |
| 11.  | Steven Lewis           | Wielka Brytania | xxo  | –    | x–   | –    | xx   |      |      |      |      |      |      | 5,40     |       |
| 12 ! | Diogo Ferreira         | Portugalia      | xxx  |      |      |      |      |      |      |      |      |      |      | NM       |       |
| 12 ! | Ilja Mudrow            | Rosja           | xxx  |      |      |      |      |      |      |      |      |      |      | NM       |       |
| 12 ! | Robert Sobera          | Polska          | xxx  |      |      |      |      |      |      |      |      |      |      | NM       |       |